# 검은술마모셋
검은술마모셋(Callithrix penicillata)은 신세계원숭이의 일종으로 브라질 중부 평원의 신열대구 대상림의 1차림에서 서식한다. 브라질 포르투갈어로 미쿠이스트렐라로 부르기도 한다. 바이아주부터 파라나 주까지, 고이아스주처럼 멀리 떨어진 내륙, 에콰도르의 위도 14도에서 25도 사이의 지역까지 분포한다. 이 마모셋은 흔히 우림에 서식하며, 높은 나무 위에서 생활하는 수상성 동물이지만, 캐노피 아래에서 산다. 아주 드물게는 땅에 내려 와 살기도 한다.

## 신체적 특징
검은술마모셋은 귀 주위에 난 검은 머리 술이 특징적이다. 일반적으로 얼굴에는 흰 털이 듬성듬성 나 있다. 머리는 흔히 갈색 또는 검은 색을 띠고, 팔다리와 상체 뿐만아니라 복부도 회색을 띠지만, 일반적으로 궁둥이와 하체는 검다. 꼬리는 검고 흰 색깔의 둥글게 휘어지는 형태로, 물체를 쥐는 힘은 없지만 균형을 잡는 데 사용한다. 나머지 네 손가락과 맞댈 수 있는 엄지손가락(opposable thumb)을 가지고 있지 않으며, 손발톱은 갈고리 모양이다. 검은술마모셋의 키는 19에서 22 cm까지 자라며 몸무게는 최대 350 g에 이른다.

## 습성
낮에 주로 활동하는 주행성 동물이자, 나무 위에서 생활하는 수상성 동물인, 검은술마모셋은 다른 마모셋들과 생활 습관이 매우 비슷하다. 이들은 보통 2 마리부터 14 마리까지로 이루어진 가족 집단 내에서 생활한다. 이 집단은 흔히 한쌍의 부모와 이들의 새끼들로 구성된다. 이 종 사이에서 쌍둥이는 아주 흔하며, 수컷들과 젊은 원숭이들이 암컷이 어린 새끼들을 키우는 것을 자주 돕는다.
검은술마모셋은 작은 가족 집단 내에서 생활하고 있지만, 다른 마모셋들과 먹이 위치, 나무 수액 등을 공유하는 것으로 보인다. 이 집단은 냄새를 남겨서 자신들의 흔적을 남기지만, 이 냄새 표지는 다른 검은술마모셋 집단을 보다는 다른 종들과 구별하려는 것으로 보이는 데, 그 까닭은 다른 집단들은 일반적으로 이들 표지를 무시하기 때문이다. 이 마모셋은 또한 이주성을 있는 것으로 보이며, 흔히 우기 또는 건기에 이동하지만, 어느 범위까지 이동하는 지는 알려지 있지 않다.
검은술마모셋들 사이의 의사소통은 아직 충분히 연구되지 않았지만, 소리를 통해 서로 의사소통을 하는 것으로 보고 있다.

## 참고 문헌
- Barros, M., C. Alencar, C. Tomaz. 2004. Differences in Aerial and Terrestrial Visual Scanning in Captive Black Tufted-ear Marmosets (Callithrix penicillata) Exposed to a Novel Environment. Folia Primatologica, 75/2: 85-91.
- Boudet, C. 2004. "Mammal's Planet" (On-line). Accessed March 30, 2004 at https://web.archive.org/web/20081011091825/http://www.mammals-planet.org/index_select.php
- de Figueiredo, R., C. Longatti. 1997. Ecological Aspects of the Dispersal of a Melastomatacae by Marmosets and Howler Monkeys in a Semideciduous Forest in Southeastern Brazil. Revue d'Ecologie La Terre et La Vie, 52/1: 4-5.
- Elliot, D. 1913. A Review of The Primates. New York: American Museum of Natural History.
- Guerra, R., E. Takase, C. Santos. 1998. Cross-fostering between two species of marmosets (Callithrix jacchus and Callithrix penicillata). Revista Brasileira de Biologia, 58/4: 665-669.
- Lacher, T., G. Bouchardet da Fonseca, C. Alves, B. Magalhaes-Castro. 1981. Exudate-Eating, Scent-Marking, and Territoriality in Wild Populations of Marmosets. Animal Behavior, 29/1: 306-307.
- Miranda, G., D. Faria. 2001. Ecological Aspects of Black-Pincelled Marmoset (Callithix penicillata) in the Cerradao and Dense Cerradao of the Brazilian Central Plateau. Brazilian Journal of Biology, 61/3: 397-404.
- Mittermeier, R. 1986. Primate Conservation Priorities in the Neotropical Region. pp. 221–240 in K. Benirschke, ed. Primates: the road to self-sustaining populations. West Hanover, Massachusetts: Springer-Verlag.
- Rosenberg, S. 2004. "PENICILLATA MARMOSET: (Callithrix Penicillata)" (On-line). Accessed March 31, 2004 at https://web.archive.org/web/20040415170418/http://monkeyneeds.com/penicillata_marmoset.htm.
- Rylands AB and Mittermeier RA (2009). 〈The Diversity of the New World Primates (Platyrrhini)〉.   Garber PA, Estrada A, Bicca-Marques JC, Heymann EW, Strier KB. 《South American Primates: Comparative Perspectives in the Study of Bahavior, Ecology, and Conservation》. Springer. 23–54쪽. ISBN 978-0-387-78704-6.